# Batalla del Talas
La batalla del (riu) Talas o batalla d'Artlakh (xinès tradicional: 怛羅斯戰役, xinès simplificat: 怛罗斯战役, pinyin: dáluósī zhànyì; àrab: معركة نهر طلاس, maʿrakat nahr Ṭalās) fou una batalla decisiva lliurada el 751 a la vora del riu Talas entre una força d'àrabs i de kirguisos i les tropes xineses de la dinastia Tang, llavors sota l'emperador Xuanzong (juntament amb diversos altres pobles i nacions associades amb el territori geogràfic involucrat) per no només el control de la regió de Sirdarià, sinó també de l'àrea estratègica de l'Àsia central.

## Antecedents
A principis del segle VIII Qutayba ibn Múslim va capturar diverses ciutats clau de l’Àsia central per als omeies (incloses Bukharà i Samarcanda). Durant les tres dècades següents, guerres i revoltes internes contra governadors musulmans van destruir la regió i van obrir la porta als xinesos que s'obrien camí cap a l'oest a través del Tibet i Xinjiang. El 693, la dinastia Tang va restablir el control de l'oest, tot i que no va recuperar Kashgar fins al 728, i a mitjan dècada de 740, Tang controlava les rutes comercials tant al nord com al sud de les muntanyes Tianshan al Kirguizstan modern.
El califat abbàssida havia substituït el califat omeia el 750. Gao Xianzhi havia dut a terme una sèrie de campanyes per expulsar els tibetans de les muntanyes del Pamir quan va esclatar una disputa entre el chabish de Taixkent i l'Ikhxid de la vall de Ferganà. El líder de Taixkent es va aliar amb les restes d'una confederació tribal que els xinesos havien aixafat anys abans, de manera que el líder de Fergana va demanar ajuda als Tang. Gao va capturar Taixkent i el chabish, que fou executat, i el seu exèrcit va saquejar la ciutat el 750. El fill del qual va fugir als abbàsides a Samarcanda per demanar ajuda.

## La batalla
Ziyad ibn Sàlih al-Khuzaí, governador de Samarcanda, va demanar reforços a Abu-Múslim i van partir en direcció al territori xinès. Els dos exèrcits es van reunir al llarg del riu Talas. Els Tang estaven reforçats pels Karlucs, que van canviar de bàndol i van atacar la rereguarda de l'exèrcit Tang mentre els abbàssides atacaven el front. Gao va aconseguir escapar però només amb una fracció del seu exèrcit.

## Conseqüències
La Batalla de Talas va marcar el final de l'expansió occidental del territori de la dinastia Tang, la qual cosa representa el punt més allunyat de l'expansió territorial cap a l'oest pels Tang, o qualsevol altra dinastia xinesa anterior o posterior. També va causar que els àrabs aprengueren dels xinesos com produir paper.
La derrota militar va marcar el final de l'autoritat Tang a l'Àsia central. Finalment, els mals governs, les intrigues a la cort, l'explotació econòmica i les rebel·lions populars van permetre al cap militar Zhu Wen usurpar el tron i fundar la seva pròpia dinastia, els Liang posteriors. D'aquesta manera començava un nou període de fragmentació a la història de la Xina, la coneguda com les cinc dinasties i els deu regnes.